# Lijst van gemeenten in Dolj

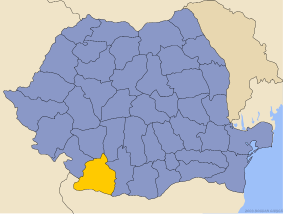
Het district Dolj in Roemenië

Dit is een lijst van gemeenten in Dolj, een district in Roemenië.
1. Afumați
2. Almăj
3. Amărăștii de Jos
4. Amărăștii de Sus
5. Apele Vii
6. Argetoaia
7. Bârca
8. Botoșești-Paia
9. Brabova
10. Brădești
11. Braloștița
12. Bratovoești
13. Breasta
14. Bucovăț
15. Bulzești
16. Călărași
17. Calopăr
18. Caraula
19. Cârcea
20. Cârna
21. Carpen
22. Castranova
23. Catane
24. Celaru
25. Cerăt
26. Cernătești
27. Cetate
28. Cioroiași
29. Ciupercenii Noi
30. Coșoveni
31. Coțofenii din Dos
32. Coțofenii din Față
33. Daneți
34. Desa
35. Dioști
36. Dobrești
37. Dobrotești
38. Drăgotești
39. Drănic
40. Fărcaș
41. Galicea Mare
42. Galiciuica
43. Gângiova
44. Ghercești
45. Ghidici
46. Ghindeni
47. Gighera
48. Giubega
49. Giurgița
50. Gogoșu
51. Goicea
52. Goiești
53. Grecești
54. Întorsura
55. Ișalnița
56. Izvoare
57. Leu
58. Lipovu
59. Măceșu de Jos
60. Măceșu de Sus
61. Maglavit
62. Malu Mare
63. Mârșani
64. Melinești
65. Mischii
66. Moțăței
67. Murgași
68. Negoi
69. Orodel
70. Ostroveni
71. Perișor
72. Pielești
73. Piscu Vechi
74. Plenița
75. Pleșoi
76. Podari
77. Poiana Mare
78. Predești
79. Radovan
80. Rast
81. Robănești
82. Rojiște
83. Sadova
84. Sălcuța
85. Scăești
86. Seaca de Câmp
87. Seaca de Pădure
88. Secu
89. Siliștea Crucii
90. Șimnicu de Sus
91. Sopot
92. Tălpaș
93. Teasc
94. Terpezița
95. Teslui
96. Țuglui
97. Unirea
98. Urzicuța
99. Valea Stanciului
100. Vârtop
101. Vârvoru de Jos
102. Vela
103. Verbița

Afumaţi · Almăj · Amărăștii de Jos · Amărăștii de Sus · Apele Vii · Argetoaia · Bârca · Bistreț · Botoșești-Paia · Brabova · Brădești · Braloștița · Bratovoești · Breasta · Bucovăț · Bulzești · Călăraşi · Calopăr · Caraula · Cârcea · Cârna · Carpen · Castranova · Catane · Celaru · Cerăt · Cernătești · Cetate · Cioroiași · Ciupercenii Noi · Coșoveni · Coțofenii din Dos · Coțofenii din Față · Daneți · Desa · Dioști · Dobrești · Dobrotești · Drăgotești · Drănic · Fărcaș · Galicea Mare · Galiciuica · Gângiova · Ghercești · Ghidici · Ghindeni · Gighera · Giubega · Giurgița · Gogoșu · Goicea · Goiești · Grecești · Întorsura · Ișalnița · Izvoare · Leu · Lipovu · Măceșu de Jos · Măceșu de Sus · Maglavit · Malu Mare · Mârșani · Melinești · Mischii · Moțăței · Murgași · Negoi · Orodel · Ostroveni · Perișor · Pielești · Piscu Vechi · Plenița · Pleșoi · Podari · Poiana Mare · Predești · Radovan · Rast · Robănești · Rojiște · Sadova · Sălcuța · Scăești · Seaca de Câmp · Seaca de Pădure · Secu · Siliștea Crucii · Şimnicu de Sus · Sopot · Tălpaș · Teasc · Terpezița · Teslui · Ţuglui · Unirea · Urzicuța · Valea Stanciului · Vârtop · Vârvoru de Jos · Vela · Verbița
Alba · Arad · Argeș · Bacău · Bihor · Bistrița-Năsăud · Botoșani · Brașov · Brăila · Buzău · Caraș-Severin · Călărași · Cluj · Constanța · Covasna · Dâmbovița · Dolj · Galaţi · Giurgiu · Gorj · Harghita · Hunedoara · Ialomița · Iași · Ilfov · Maramureș · Mehedinți · Mureș · Neamț · Olt · Prahova · Satu Mare · Sălaj · Sibiu · Suceava · Teleorman · Timiș · Tulcea · Vaslui · Vâlcea · Vrancea